# Божидар В. Недељковић
Божидар В. Недељковић (Прокупље, 1923. — Београд, 2004) био је српски редитељ, филмски сценариста, педагог, новинар, историчар и писац.
Најпознатији је по стручним монографијама Савремено новинарство код нас и у свету, Савремена филмска уметност и Филмски сценарио. Урадио је и већи број књига и брошура из привредне историје.

## Биографија
Син ковача и ратника из Првог светског рата Велимира Недељковића, Божидар је у родном Прокупљу је завршио основну, а у Алексинцу средњу школу, као истакнут ученик.
У Другом светском рату, борио се против трупа немачког генерала Лера, кад су се 1944. повлачиле из Грчке; у тим борбама је и рањен.
После рата, студирао је књижевност, на Филозофском факултету у Београду, али последња два испита није положио, тако да није дипломирао. Радио је за „Звезда филм“ као режисер Филмских новости, журнала који су се приказивали у биоскопима широм Југославије пре главног филма, са вестима о актуелним догађајима.
Његова супруга, Радмила Б. Петровић-Недељковић (1926-2008), такође се у Другом светском рату борила против нациста. После рата, похађала је филмску школу, у намери да постане глумица, али јој то није успело, већ је постала асистент режије и спикер у документарним филмовима. Удала се за Божидара В. Недељковића; имали су једно дете, сина Александра (универзитетски професор, др Александар Б. Недељковић, доајен наше научне фантастике).
Божидар В. Недељковић је од 1950. радио и као новинар, у београдском дневном листу Глас народа, у Влајковићевој улици, иза тадашње Савезне скупштине.
Написао је двадесетак документарних књига и брошура. Махом су то биле монографије о привредним предузећима, где је приказан историјат фирме или фабрике, на пример пре рата, као приватне, и после рата, као национализоване, државне. Објављивао је и друге радове.
Врхунац његовог списатељског рада биле су две књиге, Савремено новинарство у свету и код нас (1964) и Савремена филмска уметност (1965), где настоји да сажето пренесе на млађе генерације знања и искуства из те две области – историју, теорију и праксу журналистике и филмске уметности. По сведочењу сина Александра, супруга Радмила давала је савете, исправке и допуне ових књига, као непотписани саветник, у неким видовима скоро и коаутор.
Божидар В. Недељковић сахрањен је на београдском гробљу Лешће 19. априла 2004.